# Luis Alfonso Ledesma Galán
Luis Alfonso Ledesma Galán (Torremejía, Badajoz, el 22 de enero de 1989), deportivamente conocido como Willy, es un exfutbolista español. Su último club fue el CD Lugo de la Primera Federación.

## Biografía
Willy nació en Torremejía, Badajoz, Extremadura y debutó con el CF Extremadura el 22 de octubre de 2006 a la edad de tan solo 17 años, en una victoria por 1-0 fuera contra el CD Alcalá. En enero de 2008 firmó por el Rayo Vallecano e inicialmente regresó al fútbol juvenil.
Después de jugar en el Rayo Vallecano B, Willy se unió al Real Betis, donde jugaría en el Real Betis C y Real Betis B. El 5 de agosto de 2011, firmó con el CF Villanovense de la Tercera División, después de haber estado a modo de prueba.
El 22 de junio de 2013, Willy firmó por el Arroyo CP de Tercera División.
En 2014, regresa al Estadio Francisco de la Hera para jugar en las filas del recién creado Extremadura UD con el que jugaría durante 4 temporadas en Segunda División B.
En la temporada 2017-18, logró ascender a la Liga 1|2|3 con el conjunto extremeño en la última jornada de la eliminatoria de ascenso frente al FC Cartagena.
En la temporada 2018-19, hizo su debut con el conjunto extremeño en la Segunda División logrando 4 goles y 4 asistencias en las 2 temporadas que el equipo almendralejense jugó en la segunda categoría del fútbol español.
Tras 187 partidos y 83 goles el futbolista extremeño dejó el club de Almendralejo para fichar por el Córdoba CF. En el conjunto andaluz Willy conseguiría anotar 37 goles en tres temporadas además de lograr ganar la Segunda Federación y la Copa Federación el mismo año y ascender a Primera Federación.
En 2023 el C. D. Lugo anunciaría la llegada del jugador extremeño firmando por dos temporadas.
El 7 de julio de 2025, el futbolista extremeño anunció su retirada tras no lograr recuperarse de una lesión de rodilla.

## Clubes
| Club               | País   | Temporada | Partidos | Goles |    |   |
| ------------------ | ------ | --------- | -------- | ----- | -- | - |
| C. F. Extremadura  | España | 2006-2008 | 4        | 0     | 0  | 0 |
| Rayo Vallecano B   | España | 2008-2009 | 0        | 0     | —  | — |
| Real Betis B       | España | 2009-2011 | 78       | 24    | —  | — |
| C. F. Villanovense | España | 2011-2013 | 72       | 15    | 12 | 1 |
| Arroyo C. P.       | España | 2013-2014 | 15       | 1     | 5  | 0 |
| Extremadura U. D.  | España | 2014-2020 | 187      | 83    | 30 | 3 |
| Córdoba C. F.      | España | 2020-2023 | 100      | 37    | 6  | 0 |
| C. D. Lugo         | España | 2023-2025 | 36       | 9     | 4  | 2 |

## Palmarés

### Títulos nacionales
| Título             | Club              | Año  |
| ------------------ | ----------------- | ---- |
| Tercera División   | Extremadura U. D. | 2016 |
| Segunda Federación | Córdoba C. F.     | 2022 |
| Copa Federación    | Córdoba C. F.     | 2022 |